# 하시모토 히로시 (1926년)
하시모토 히로시(일본어: 橋本 恕, 1926년 4월 7일 ~ 2014년 4월 6일)는 일본의 외교관이다.
도쿠시마현 나루토시 출신으로 1973년에 주중화인민공화국 대사관 참사관, 1984년부터 1992년까지 주싱가포르, 주이집트, 주중화인민공화국 특명전권대사 등을 역임했다. 2014년 4월 6일, 도쿄도 미나토구의 병원에서 사망했다(향년 87세).

## 주요 경력
- 1953년 : 도쿄 대학 법학부 졸업, 같은 해 외무성에 입성
- 1953년 : 미국으로 어학 연수
- 1955년 : 주파키스탄 일본대사관에서 근무
- 1958년 : 외무성 아시아국 중국과에서 근무
- 1962년 : 주스위스 일본대사관에서 근무
- 1965년 : 주헝가리 일본대사관에서 근무
- 1966년 : 외무성 아시아국 중국과 수석사무관
- 1968년 : 외무성 아시아국 중국과장, 1972년에 중일 국교 정상화 교섭을 담당
- 1973년 : 주중화인민공화국 일본대사관 참사관
- 1974년 : 주영국 일본대사관 참사관 겸 런던 총영사
- 1977년 : 대신관방 영사이주부 외무참사관
- 1980년 : 대신관방 심의관
- 1981년 : 정보문화국장
- 1983년 : 외무성 아시아국장
- 1984년 : 주싱가포르 특명전권대사
- 1987년 : 주이집트 특명전권대사
- 1989년 : 주중화인민공화국 특명전권대사
- 1993년 : 정년 퇴임

※정년 퇴임 후에는 야오한 인터내셔널 이사, 고베 제강 특별고문 등을 맡음

## 참고 문헌
- 고준샤 제69판 《일본 신사록》, 1986년